# Massimiliano Pedalà
Massimiliano Pedalà (Cantù, 22 december 1969) is een Italiaans autocoureur.

## Carrière
In het begin van zijn carrière reed Pedalà in de Italiaanse Renault Mégane SportCup en de Europese Renault Clio RS Cup. In 2002 nam hij deel aan de Italiaanse Alfa 147 Cup, waarin hij als vierde in het kampioenschap eindigde. Vanaf 2004 heeft hij deelgenomen aan de Italiaanse Renault Clio Cup, waarin hij tussen 2005 en 2007 driemaal kampioen werd. Ook nam hij deel aan enkele races van de Italiaanse Superturismo in een Seat Toledo.
Zijn succes in de Clios leidde voor Pedalà in 2007 tot een zitje in het World Touring Car Championship voor het team Seat Sport Italia in een Seat Leon. Hij startte in acht van de 22 races dat jaar, waarin zijn beste resultaat een tiende plaats was op het Automotodrom Brno, waardoor hij geen punten behaalde. In 2008 nam hij deel aan de Seat Leon Eurocup voor het team Rangoni Motorsport, waarvoor hij als vierde in het kampioenschap eindigde.